# 本間俊平
本間 俊平（ほんま しゅんぺい、1873年（明治6年）8月15日 - 1948年（昭和23年）8月13日）は、日本の社会事業家、信徒伝道者。山口県の秋吉台（現：美祢市）の大理石採掘場で、不良少年を含む青少年と共同生活を送りながら若者たちの感化（育成事業）に携わり「秋吉台の聖者」と呼ばれた。今日における山口県の主要産業の一つである大理石産業を興した一人としても知られる。

## 生涯
1873年（明治6年）新潟県西蒲原郡間瀬村（後の同郡岩室村間瀬、現在の新潟市西蒲区間瀬）に生まれる。峰岡小学校入学、初等の3年後、校長の渡辺要人は俊平を特に愛し、俊平を助手にして給与を支払い、困窮する本間家の家計を助けた。卒業後、中等科に進むもついに家庭の困窮から中途退学を余儀なくされる。
1887年（明治20年）に福島県の大工の弟子になる。1891年（明治24年）に松島で、押川方義、植村正久、原田助のキリスト教を講演を聞き、他の大工衆と共に講演を妨害をするも、原田助が「自分たちは殺されても、諸君を不安恐怖の火の中から救い出そうとされた主イエス・キリストの流し給える血を証明せねばならない」との必死の訴えに心打たれる。古本屋で聖書を見つけこれを購入。仙台宮城教会牧師の三宅荒毅のもとに足を運ぶ。
1893年（明治26年）北海道庁に勤務、札幌師範学校改築に従事し、両親を呼ぶ。しかし仕事仲間からの中傷で失職、青森から東京まで徒歩にて移動。
1894年（明治27年）には東京の大倉土木組に勤務する。日清戦争の兵倉設営に朝鮮に派遣され、翌年、帰って来たとき、両親の悲運の最期を知り、深い悲しみの中、葬儀をすませる。
1896年（明治29年）に遠藤孫一の娘ツキと結婚する。土木組の幹部奥江清之助からキリスト教の感化を受ける。
1897年（明治30年）11月7日に24歳で、東京霊南坂教会で留岡幸助より洗礼を受ける。
1899年（明治32年）中田重治がきよめ派の人たちの交流会の聖潔の友を結成した際には、メンバーに加わる。
1900年（明治33年）東宮御所（現：赤坂迎賓館）御造営局に奉職する。
1902年（明治30年）に東宮御所造営のために山口県の大理石山を視察する。
1902年（明治35年）国会議事堂建設の内装に使う大理石の調査に秋吉の地に赴いた本間は、山の所有者であった小川資源にせがまれて官庁をやめ、山口県美祢郡秋吉村で長門大理石採掘所を開いた。俊平29歳、妻24歳、4、3、1歳の3女での新たな挑戦であった。初期の家と作業場はトタン屋根の粗末な小屋程度のもので、日々の仕事や生活自体が精神修養の場となった。
大理石の採掘をしながら、出獄人や不良者、世間から見放された若者達と生活と仕事を共にし、更生指導にあたる。彼の事業は2度の破産や幾多の困難を経て、芝浦製作所（現 東芝）の配電盤をほぼ長門大理石採掘所が受注するまでになり、東京に支社を出したり、朝鮮に大理石を販売すまでになった。現在の美祢市の大理石産業の礎を築いたのは本間俊平の功績と言える。
伊藤博文と下関の春帆楼上で会見したとき、「朝鮮総督府に出てみないか」と誘われ、本間は「公爵閣下、私が総督府に出仕すれば、今私が託せられている可哀想な青年たちを、閣下は私に代って其の感化がして頂けますか。」と言い、伊藤は「本間君は偉い、本間君は偉い。」と言われた。
本間は内村鑑三の友人でもあり。内村の娘ルツ子が1912年（明治45年）1月12日に死去した際に、自分が所有する秋吉の石山より大理石を採掘して、墓石に加工して内村の娘の墓石用に寄贈した。
1931年（昭和6年）秋吉の事業を次男五郎に任せ、それまでも果敢に行っていた執筆や講演活動を、中央に出て本格的、積極的に続けた。講演地は日本全土、満州や樺太にもに及んだ。
1940年（昭和15年）玉川学園の小原國芳の要請を受け、興亜工業大学（現・千葉工業大学）の創立に参加、設立趣意書の執筆と教育に従事する。
1948年（昭和23年）故郷間瀬村にて、5ヶ月前に亡くなった妻次子の後を追うように74歳で永眠した。
後に彼は、秋吉の聖者と呼ばれた。

## 名言
- バカヤロー、本物の教育をすれば必ず人はついてくる。人がついてこないような学校なら、潰してしまえ！

## 影響を与えた人・団体
- 本間は同じ山口県のキリスト者として図書館の父と言われている佐野友三郎とも深い親交をもち、佐野は長男文夫を青少年の教育者として本間に紹介している。佐野は書物を通して、本間は労働を通して人々を「感化」（良きクリスチャンとすること）しようとした。「感化」とはreform ,inspirationの翻訳語であり、後の矯正院を意味する感化院は本間と佐野の最も嫌う施設であった。本間俊平は佐野友三郎の長男佐野文夫と次男佐野武夫を「額に汗して働く」聖書規範として秋吉台の石切り場に招聘したが、文夫のみが俊平の「感化」に賛同して本間俊平のもとに参じた。
- 森鷗外は本間の生き方に感動し「鎚一下」と題する小論を残している。
- 本間のアドバイスと支援（本間が広岡浅子（テレビドラマ 『あさが来た』のモデル）から寄付を受けた五十万円（今の価値で約20億円）がもととなり、現在の成城学園の基礎が形作られた[2]。
- 玉川学園の創設者小原國芳にも影響を与えた。
- 本間の仁徳の深さから初代内閣総理大臣伊藤博文は、朝鮮総督として彼を任命しようと考えていたともいわれている[3]。
- 長崎県のある旧制中学校で起きた学生の退学処分を巡る事件の際には、本間の人柄を見込んだその学校の関係者が本間に手紙を書き送ったとされる。この際、本間は校長宛に「九九匹の羊も大切だが、迷える一匹をも救うのが教育ではないか。かねて、どんな教育をしていたのか。校長の本分は十分だったか」という諌めの手紙を送ったとされる。これを見た校長はしばらく考え直し「むう、退学は取り消しだ。おれが悪かった」と自らの教育に愛が足らなかったことを学生に心から詫びたという。これを見た生徒も自らが犯したことを心から反省し、校長と生徒達の間には師弟同行の精神が芽生え、心を一つにしたというエピソードが残されている[4]。

## 著書
- 『一石工の信仰』降文館(1922)
- 『私の教育』東京イデア書院 (1923)
- 『巷にいでよ』日本宣教選書　教文館(1960)
- 『長門大理石採掘所就業十周年及び第四十回誕辰記念感謝会史』(1922)
- 『心霊の戦傷から』実業之日本社(1932)
- 『労働と信仰』降文館(1919)
- 『私の宗教』東京イデア書院(1923)
- 『恩寵の追懐』東京イデア書院(1924)
- 『新生命の獲得』実業之日本社(1932)